# Євреї за Ісуса
Євреї за Ісуса — християнська місія, співробітниками якої є євреї-християни, чия діяльність спрямована, в першу чергу, на євреїв. Офіційний девіз організації: «Ми існуємо для того, щоб зробити месіанство Ісуса неминучим поняттям для нашого єврейського народу в усьому світі».
Організація була заснована в 1973 році в Сан-Франциско Мойше (Мартіном) Розеном (1932—2010) (Moishe Rosen) — євреєм-християнином і висвячений баптистських служителем. Перша назва організації — «Хінені» (івр. הנני) «І я сказав: ось я, пошли Ти мене» (Іс. 6: 8).
М. Розен залишався на чолі «Євреїв за Ісуса» до 1996 року, коли його змінив на цій посаді Девід Брикнер (David Brickner) — чиї предки протягом п'яти поколінь були євреями-християнами.